# Lloyd Fredendall

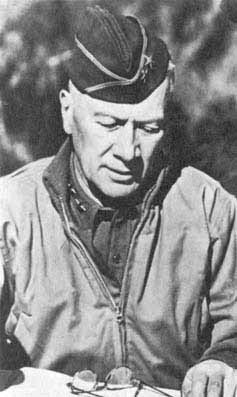
Lloyd Fredendall

Lloyd Ralston Fredendall (* 28. Dezember 1883 in Cheyenne; † 4. Oktober 1963 in San Diego) war ein US-Generalleutnant, der durch sein Versagen als Befehlshaber des II. Korps bekannt wurde.
Fredendall war der erste von sieben amerikanischen Korps-Befehlshabern, die während des Zweiten Weltkrieges ihres Kommandos enthoben wurden, und einer der wenigen, bei dem dies nicht aus gesundheitlichen Gründen geschah. Er gilt als „einer der unfähigsten unter den hochrangigen Offizieren, die im Zweiten Weltkrieg mit einem höheren Kommando betraut waren“.

## Biografie

### Familie und frühe militärische Laufbahn
Lloyd Fredendalls Vater Ira Livingston Fredendall war in der US-Army und als Sheriff der Stadt Laramie, Wyoming aktiv.
Er besuchte ab 1903 das Massachusetts Institute of Technology. 1906 wurde er Offiziersanwärter, 1907 Leutnant, 1911 Oberleutnant und 1916 Captain (Hauptmann). Er diente u. a. in den Philippinen.
Fredendall war seit August 1917 als nunmehr (temporärer) Major im Ersten Weltkrieg an der Westfront beim 28. Infanterie-Regiment als Ausbilder und er wurde 1918 (temporärer) Oberstleutnant; er führte jedoch keine Truppe. Seine dauerhaften Beförderungen zum Major erfolgten 1920 und zum Oberstleutnant 1930. In der Zwischenkriegszeit diente er als Ausbilder und absolvierte erfolgreich die US Army Command and General Staff School. 1935 wurde er Oberst und war administrativ tätig. Von 1936 bis 1938 war er kommandierender Offizier des 57. Infanterie-Regiments in den Philippinen. 1939 wurde er als Brigadegeneral Kommandeur der 5. Infanteriedivision. Im Oktober 1940 wurde er zum Generalmajor befördert und er war bis Juli 1941 Kommandeur der 4. Infanteriedivision. 1942 war er Kommandierender General des XI. Corps und von 1942 bis 1943 des II. Corps.

### Zweiter Weltkrieg
Fredendall wurde im Zweiten Weltkrieg in Nordafrika unter dem jüngeren General Dwight D. Eisenhower eingesetzt. Bei der Operation Torch, der britisch-amerikanischen Invasion Französisch-Nordafrikas, war er de facto Militärgouverneur in Oran, Algerien. Er führte nun das II. Korps, einen militärischen Großverband des US-Heeres aus mehreren Divisionen.
Obwohl Fredendall bei seinen Vorgesetzten beliebt war, erwies er sich im Feld als unerfahrener, unbelehrbarer und inkompetenter Kommandeur. Er verließ kaum seinen Befehlsposten, widersprach jedoch den Ratschlägen seiner untergebenen Offiziere, die im Kampfgelände wesentlich mehr Erfahrung gesammelt hatten als er. Ein Kritikpunkt bei seinem Feldzug in Tunesien war, dass er sich von einer Pioniereinheit einen aufwendig gestalteten Kommandobunker 110 km hinter der Frontlinie erbauen ließ. Brigadegeneral Omar Bradley nannte das Hauptquartier „eine Peinlichkeit für jeden amerikanischen Soldaten“. Fredendall besuchte selten die Truppen an der Front.
Dazu kam, dass er während seiner Befehlsübermittlungen keine der üblichen Standard-Militärcodes benutzte, sondern vielmehr von einem selbst erfundenen, persönlichen „Slangcode“ Gebrauch machte, der keine sofortige Umsetzung seiner Anweisungen ermöglichte. So erhielt General Robinett, Kommandant des Combat Command B, 1st Armored Division, von Fredendall am 19. Januar 1943 den telefonischen Befehl:

“Move your command, i. e., the walking boys, pop guns, Baker's outfit and the outfit which is the reverse of Baker's outfit and the big fellows to M, which is due north of where you are now, as soon as possible. Have your boss report to the French gentleman whose name begins with J at a place which begins with D which is five grid squares to the left of M.”

„Bewegen Sie Ihre Einheit, d. h. die laufenden Jungs [Infanterie], die Korkengewehre [Artillerie], Bakers Trupp und den Trupp, welcher die Kehrseite von Bakers Trupp ist, und die großen Jungs so bald wie es geht nach M, welches nördlich von der Stelle liegt, an der Sie jetzt sind. Ihr Boss soll sich beim französischen Gentleman, dessen Namen mit J anfängt, an einem Ort melden, der mit D anfängt und welcher fünf Kartenquadrate links von M liegt.“

Der Kampfauftrag seines Korps war es, von Algerien aus Tunesien zu besetzen. Weil er seine Einheiten zu weit verteilt und damit seine Frontlinien zu sehr ausgedünnt hatte, wurden Fredendalls Truppen aber im Februar 1943 durch unterlegene deutsche Kräfte unter Generalfeldmarschall Erwin Rommel und Generaloberst Hans-Jürgen von Arnim in der Schlacht am Kasserinpass geschlagen. Danach wurde Fredendall von Eisenhower seines Postens enthoben und durch Generalmajor George S. Patton ersetzt. Eisenhower sorgte auch dafür, dass Fredendall fortan auf Abstand zum Kriegsgeschehen gehalten und in die USA zurückgeschickt wurde.
Da Fredendall von Eisenhower nicht förmlich gerügt worden war, wurde er trotz seiner Niederlage in Afrika im Juni 1943 routinemäßig zum Lieutenant General befördert. Er befehligte die 2nd Army, welche in der Heimat für das Training der Soldaten zuständig war.
Fredendall war verheiratet. 1946 zog er sich aus der Armee zurück. Er wurde 1963 in San Diego auf dem Fort Rosecrans National Cemetery beerdigt.
Auszeichnungen u. a.:
- Army Distinguished Service Medal (1943)
- Philippine Campaign Medal
- European-African-Middle Eastern Campaign Medal